# Natsuki Hanae
Natsuki Hanae (花江 夏樹, Hanae Natsuki), né le 26 juin 1991 dans la préfecture de Kanagawa au Japon, est un seiyū japonais.

## Biographie
Depuis 2015, il est membre du groupe de J-Pop THRIVE aux côtés des autres seiyus Toshiyuki Toyonaga et Kazuki Katō.

## Rôles

### Anime
- Absolute Duo : Aoi Torasaki
- Ace of Diamond : Haruichi Kominato
- Aldnoah.Zero : Inaho Kaizaku
- All Out!! : Sunao Osaka
- Appare-Ranman! : Appare Sorano
- Bleach: Thousand-Year Blood War : Gremmy Thoumeaux
- Charlotte : Maedomari
- Chainsaw Man : Beam
- D.Gray-man : Lavi
- DanDaDan : Ken "Okarun" Takakura
- Days : Shuuji Narukami
- Demon Slayer: Kimetsu no Yaiba : Tanjiro Kamado
- Digimon Adventure Tri : Taichi Yagami
- Dragon Ball Super : Jaco
- Fate Apocrypha : Sieg
- Food Wars! : Takumi Aldini
- Gleipnir : Shuuichi Kagaya
- Haikyuu!!: Kôrai Hoshiumi
- I'm the Evil Lord of an Intergalactic Empire! : Liam Sera Banfield[2]
- Kono Oto Tomare! Sounds of Life : Takeru Kurata
- La chance sourit à madame Nikuko (2021) : Ninomiya
- Masamune-kun no Revenge : Masamune Makabe
- Mobile Suit Gundam: The Witch from Mercury (2022) : Elan Ceres
- Noragami : Hashimoto
- One Piece  : Grount All-Hunt
- Overlord : Lukeluther Volve
- Piano no mori : Shûhei Amamiya
- Sabikui Bisco : Nekoyanagi Milo
- Shingeki no Kyojin : Falco Gleis
- Strike the Blood : Meiga Itogami
- Sword Art Online : Kyouji Shinkawa / Spiegel
- Stars Align : Maki Katsuragi
- The Children of the Whales : Chakuro
- Saiki Kusuo no Psi-nan : Reita Toritsuka
- The Duke of Death and His Maid : Duke of Death
- The Heroic Legend of Arslan : Elam
- Tokyo Ghoul : Ken Kaneki
- Tokyo Revengers : Hajime Kokonoi
- Tsukimichi -Moonlit Fantasy- : Makoto Misumi
- Twin Star Exorcists : Rokuro Enmadou
- Your Lie in April : Kousei Arima
- Tokyo Ghoul:re : Haise Sasaki/Ken Kaneki
- Black Clover : Rill Boismortier
- Les Mémoires de Vanitas : Vanitas
- The Day I Became a God : Yōta Narukami
- Odd Taxi : Hiroshi Odokawa
- Sabikui Bisco : Milo Nekoyanagi
- Platinium End : Rubel
- Summer Time Rendering : Shinpei Ajiro

### Jeux vidéo
- Arslan: The Warriors of Legend : Elam
- Captain Tsubasa Dream Team : Michael
- Dragon Ball Xenoverse : Jaco
- Fate Grand Order : Fuuma Koutarou / Sieg
- Fire Emblem Echoes: Shadows of Valentia : Alm
- Fire Emblem Heroes : Alm / Chad
- League of Legends : Ziggs / Veigar / Heimerdinger
- Nier: Automata : 9S
- Tokyo Ghoul: Carnival : Ken Kaneki
- Tokyo Ghoul: JAIL : Ken Kaneki
- The Alchemist Code : Logi
- Saint Seiya Awakening : Shun / Shun d'Andromède / Shun des Enfers
- Bleach :Brave Souls : Gremmy Thoumeaux
- Disney Twisted Wonderland : Riddle Rosehearts
- Ikemen Revolution: Jonah

### Tokusatsu
- Bakuage Sentai Boonboomger : Byun Diesel / Byunbyum Mach Robo, Boonboom Controller
- Bakuage Sentai Boonboomger, le filBOON ! : Promise The Circuit : Byun Diesel / Byunbyum Mach Robo, Boonboom Controller